# إدوارد بيرغر
إدوارد بيرغر (بالألمانية: Edward Berger) هو منتج أفلام وكاتب سيناريو ومخرج ألماني، ولد في 1970 في فولفسبورغ في ألمانيا. حصل فيلم كل شيء هادئ على الجبهة الغربية على ثلاث من جوائز الأكاديمية البريطانية للأفلام، بالإضافة إلى ترشيح لجائزة الأوسكار لأفضل سيناريو مقتبس؛ كما فاز الفيلم بالعديد من جوائز الأوسكار بما في ذلك جائزة أفضل فيلم روائي عالمي.
حصل أيضاً على العديد من الترشيحات لجائزة أفضل مخرج عن فيلم المجمع المغلق، بما في ذلك ترشيحه الأول لجائزة الغولدن غلوب.

## أعماله

### أفلام
| السنة | العنوان                        | مخرج أفلام | كاتب سيناريو | منتج أفلام |
| ----- | ------------------------------ | ---------- | ------------ | ---------- |
| 1998  | Gomez – Kopf oder Zahl         | نعم        | نعم          | لا         |
| 2001  | أنثى 2 تبحث عن نهاية سعيدة     | نعم        | نعم          | لا         |
| 2014  | جاك                            | نعم        | نعم          | لا         |
| 2019  | كل حبي                         | نعم        | نعم          | لا         |
| 2022  | كل شيء هادئ على الجبهة الغربية | نعم        | نعم          | نعم        |
| 2024  | المجمع المغلق                  | نعم        | لا           | لا         |
| 2025  | أغنية لاعب صغير                | نعم        | لا           | نعم        |

## وصلات خارجية
- إدوارد بيرغر على موقع IMDb (الإنجليزية)
- إدوارد بيرغر على موقع مونزينجر (الألمانية)
- إدوارد بيرغر على موقع ألو سيني (الفرنسية)
- إدوارد بيرغر على موقع أول موفي (الإنجليزية)
- إدوارد بيرغر على موقع قاعدة بيانات الفيلم (الإنجليزية)
- إدوارد بيرغر على موقع كينوبويسك (الروسية)
- إدوارد بيرغر على موقع كينوبويسك (الروسية)